# 20557 Девідкалка
20557 Девідкалка (20557 Davidkulka) — астероїд головного поясу, відкритий 9 вересня 1999 року.
Тіссеранів параметр щодо Юпітера — 3,525.